# Chorthippus acroleucus
Chorthippus acroleucus is een rechtvleugelig insect uit de familie veldsprinkhanen (Acrididae). De wetenschappelijke naam van deze soort is voor het eerst geldig gepubliceerd in 1924 door Müller.
1. ↑  (en) Chorthippus acroleucus op de IUCN Red List of Threatened Species.